# Солодухо, Натан Моисеевич
Ната́н Моисе́евич Солоду́хо (18 марта 1952 — 18 октября 2024) — российский философ, доктор философских наук, профессор, заведующий кафедрой философии Казанского государственного технического университета им. А. Н. Туполева (КАИ). Специалист в области метафизики, онтологии, гносеологии, философии и методологии науки.

## Биография
Родился 18 марта 1952 года в Казани в семье преподавателя КГУ Моисея Герцевича Солодухо (1911—1993), геолога-палеонтолога, участника Великой Отечественной войны, и бухгалтера Зинаиды Николаевны Шевченко (1917—2003), родом с Украины, участницы Великой Отечественной войны. Брат — Эдуард Моисеевич Солодухо (1945—1997), лингвист-фразеолог, лауреат Европейской лингвистической премии 1994 года.
Окончил Казанскую среднюю физико-математическую школу в 1969 году. Окончил физический факультет Казанского государственного университета в 1974 году. Работал инженером инфракрасной техники в Казанском научно-исследовательском технологическом институте вычислительной техники (1974—1979). Преподавал на кафедре философии Казанского государственного педагогического университета в должности ассистента, доцента, профессора (1979—1996).
Защитил кандидатскую диссертацию в КГУ (1983) по теме «Диалектика однородности и неоднородности в развитии природных и социоприродных систем». Докторскую диссертацию защитил в МПГУ (1993) по теме «Теоретико-методологические основы общенаучного гомогетерогенного подхода».
Заведовал кафедрой философии Казанского государственного технического университета имени А. Н. Туполева (КАИ) с 1996 года.
Скончался 18 октября 2024 года в Казани в возрасте 72 лет.

## Членство в научных и общественных организациях
С 1997 года был председателем секции «Фундаментальные проблемы философии и современная наука» Головного совета «Философия» Министерства образования и науки РФ.
Член научного совета Российского онтологического общества, действительный член Российской академии естествознания, Российской экологической академии, член Международной ассоциации «Космос и Философия» (Афины — София), руководитель казанского филиала Санкт-Петербургской академии истории науки и техники.

## Участие в научных изданиях
Ответственный редактор и соавтор серии коллективных монографий: «Ситуационные исследования» (Казань, вып. 1—4, 2005—2011), «Проблема соотношения бытия и небытия» (Казань, 2004), «Общая теория неоднородности и синергетика об организации систем» (Казань, 2006), «Актуальные вопросы всеобщей экологии» (Казань, 2007).
Член редакционной коллегии научного журнала «Вестник Казанского государственного технического университета им. А. Н. Туполева (КАИ)», руководитель раздела «Философия и история науки и техники».

## Научная деятельность
Им опубликовано более 200 философских и научных работ, в том числе 12 монографий, 10 учебных и учебно-методических пособий.
Он участник Всемирных философских конгрессов в Брайтоне (1988), Москве (1983), Бостоне (1988), Стамбуле (2003), Сеуле (2008); участник и организатор международных Симпозиумов «Феномены природы и экология человека» (1991, 1994, 1997, 2004, 2008) и др.
В 2004 году создал Центр ситуационных исследований при КГТУ-КАИ, является его директором.
Под руководством Н. М. Солодухо разрабатывались следующие философские и методологические направления:
• Исходная философская проблема соотношения бытия и небытия, теория «философия небытия»;
• Общенаучный гомогенно-гетерогенный познавательный подход, общая теория неоднородности;
• Междисциплинарные ситуационные исследования: методология ситуационного подхода;
• Общенаучная концепция «Всеобщая экология» и экологическая философия.
К идеям и теоретическим концепциям, разработанным Н. М. Солодухо, относятся следующие:
1. Постановка и обоснование проблемы соотношения бытия и небытия как исходной философской проблемы; введение представлений о парадигмах «философии бытия» и «философии небытия» в истории философии; представление небытия как «онтологической неопределенности» и создание системы аргументации субстанциальности небытия; разработка теории «философии небытия».
2. Выделение интегративно-общенаучной области исследования «гомогетерогеники» и её структуризация; разработка «общенаучного гомогенно-гетерогенного познавательного подхода»; создание концепции «общей теории неоднородности»; выделение синергетического аспекта гомогетерогеники.
3. Описание системы принципов для форм и средств из области интегративно-общенаучного знания; введение эпистемологического принципа относительности понятийного центра в пространстве понятий; описание эффекта расщепления понятийного уровня на «тонкую» и «сверхтонкую» структуру и др.
4. Исследование ситуационного подхода как междисциплинарного средства познания; введение представлений о «ситуационности бытия» и «ситуационной картине мира» — понимание «мира как ситуации ситуаций»; написание «Манифеста ситуационного движения».
5. Разработка общенаучной концепции «Всеобщей экологии», объединяющей традиционные и нетрадиционные экологические знания — природную экологию, социальную экологию, экологию человека, экологию культуры и экологию духа; развитие экологической философии в соответствии со структурой философского знания и разработка на этих принципах учебной программы курса «Экологической философии»; выдвижение идеи существования «экологического архетипа», предшествующего экологическому сознанию.
В области философских наук и образования ему присуждены почётные звания: «Заслуженный деятель науки Республики Татарстан» (2007), «Почётный работник высшего профессионального образования РФ» (2010), «Заслуженный деятель науки и образования» (РАЕ), награждён «Золотой медалью В. И. Вернадского» (РАЕ) и др.

## Философия
Ведущий научный сотрудник (д.ф.н.) Института философии РАН Р. О. Курбанов писал в журнале «Вопросы философии» (2004, № 6, с. 177—179) о теории, изложенной в монографии Н. М. Солодухо «Философия небытия», следующее:

«Тема книги Н. М. Солодухо, продолжающей ряд публикаций автора по проблеме соотношения бытия и небытия, вызывает обсуждения и даже жаркие дискуссии на отечественных и международных философских конгрессах и конференциях, на страницах философских периодических изданий (см. „Вопросы философии“, 2000, N 6; 2001, N 6; 2002, N 7; „Вестник Российского философского общества“, 2002, N 3—4; 2003, N 1—2, и др.).
Рецензируемая книга является первым специальным монографическим исследованием философии небытия в онтологическом, гносеологическом, логическом, естественно-научном и антропологическом аспектах. Найденный … путь изучения проблемы дает возможность представить нетрадиционную авторскую концепцию, которая кратко может быть выражена следующим образом. Реальный мир — это система взаимодействующих между собой областей бытия и небытия, причем в качестве исходной используется модель флуктуационного происхождения бытия в первоначальном небытии…, однако к современному миру применяется модель циклической регенерации бытия, осуществляющейся на уровне виртуальных микрочастиц.
Такой рациональный прорыв в область мало изученного … автор совершает посредством систематики философии небытия: он формулирует совокупность связанных с этим понятий, постулатов, законов, принципов.
Надо заметить, что в законах пространственной и временно́й локализации бытия, которые на страницах книги разобраны весьма подробно, просматривается онтологическая интерпретация аристотелевых законов формальной логики… Сформулированные Н. М. Солодухо законы позволяют „увидеть мир с изнанки“ …
Поставленные в книге проблемы и предложенные решения дают толчок к дальнейшей разработке темы соотношения бытия и небытия, что представляет не только специальный интерес для метафизики и онтологии, но и касается структуры и путей дальнейшей эволюции философии в целом.»

## Научные труды

### Монографии
- Солодухо Н. М. Однородность и неоднородность в развитии систем. Монография. — Казань: Изд-во Казан. ун-та, 1989. — 176 с. Тираж 1010 экз.
- Солодухо Н. М. Философия небытия. Монография. — Казань: Изд-во Казан. гос. техн. ун-та, 2002. — 146 с. Тираж 500 экз. (Рецензия — Курбанов Р. О.// Вопросы философии. — 2004. — № 6. — С. 177—179).
- Солодухо Н. М. Гомогенно-гетерогенный подход в структуре гомогетерогеники. Монография. — Казань: КГТУ-КАИ, 2006. Тираж 500 экз.
- Солодухо Н. М. Экологическое сознание и экологический архетип. Монография. — Казань: КГТУ-КАИ, 2007. — 140 с. (в соавт. с А. Х. Гимазетдиновой).
- Солодухо Н. М. Ситуационный подход в контексте экологической философии. Монография. — Казань: КГТУ-КАИ, 2011. — 200 с. (в соавт. с А. М. Сабирзяновым).
- Солодухо Н. М. Наука и искусство географии: Спектр взглядов ученых СССР и США. Колл. монография. — М: Прогресс, 1989. Тираж 12500 экз. (в соавт. с А. М. Трофимовым и др.) — переизд. на англ. яз. в США.
- Солодухо Н. М. Вопросы методологии современной географии: Учебное пособие. — Казань: КГУ, 1986. Тираж 900 экз. (в соавт. с А. Н. Трофимовым).
- Солодухо Н. М. Систематический курс философии: Квинтэссенция. — Казань: КГТУ-КАИ, 2002.Тираж 500 экз.
- Солодухо Н. М. История философии: основные школы и учения. Учебное пособие. — Казань: КГПУ, 1996. — 110 с. Тираж 500 (в соавт.)
- Солодухо Н. М. Философия бытия и познания. Учебное пособие. — Казань: КГПУ, 1996. — 182 с. Тираж 500 экз. (в соавт.)
- Солодухо Н. М. Проблема соотношения бытия и небытия. Колл. монография / Под общ. ред. Н. М. Солодухо. По матер, всерос. семинара. — Казань: КГТУ-КАИ, 2004. — 140 с.
- Солодухо Н. М. Общая теория неоднородности и синергетика об организации систем. Колл. монография / Под общ. ред. Н. М. Солодухо. По матер. Междун. (СНГ) семинара. — Казань: КГТУ-КАИ, 2006. — 183 с.
- Солодухо Н. М. Ситуационные исследования. Вып.1: Ситуационный подход. Колл. монография / Под общ. ред. Н. М. Солодухо. По матер, всерос. семинара. -Казань: КГТУ-КАИ, 2005. — 188 c.
- Солодухо Н. М. Ситуационные исследования. Вып.2: Классификация ситуаций. Колл. монография / Под общ. ред. Н. М. Солодухо. По матер, всерос. семинара. — Казань: КГТУ-КАИ, 2006. — 152 c.
- Солодухо Н. М. От бытия до небытия: Стихотворения и философско-поэтические этюды. — Казань: КГТУ-КАИ, 1999. — 90 с.
- Солодухо Н. М. Ситуационные исследования. Вып.3: Ситуационность бытия. Колл. монография / Под общ. ред. Н. М. Солодухо. По матер. междунар. (СНГ) науч.-филос. конф. — Казань: КГТУ-КАИ, 2011. — 166 с.
- Солодухо Н. М. Ситуационные исследования. Вып.4: Ситуационная картина мира. Колл. монография / Под общ. ред. Н. М. Солодухо. По матер. всерос. науч.-филос. конф. — Казань: КГТУ-КАИ, 2011. — 156 с.

### Статьи
- Солодухо Н. М. Бытие и небытие как предельные основания мира // Вопросы философии. — 2002. — № 6. — С. 176—184.
- Солодухо Н. М. Понимание онтологического статуса небытия. // Известия КГАСУ. — 2006. — № 1(5).
- Солодухо Н. М. Актуальные вопросы всеобщей экологии. Колл. монография /Под общ. ред. Н. М. Солодухо. По матер. Междун. (СНГ) семинара. — Казань: КГТУ-КАИ, 2007. — 244 с.
- Солодухо Н. М. Переоценка теории факторов: методология ситуационного подхода // Ученые записки Казанского государственного университета. Серия Гуманитарные науки. 2007. Том 149, книга 5., С. 53 — 61 (в соавт. с А. М. Сабирзяновым).
- Солодухо Н. М. Ситуационный подход как общенаучное средство познания // Вестник Казавнского государственного технического университета им. А. Н. Туполева. — 2009. — № 3. — С. 116—119.